# I’m Not in Love
I’m Not in Love – piosenka brytyjskiego zespołu 10cc, wydana na singlu oraz na albumie The Original Soundtrack w 1975 roku. Utwór napisali Eric Stewart i Graham Gouldman. Piosenka zajęła 1. miejsce na listach przebojów w Wielkiej Brytanii i 2. w Stanach Zjednoczonych.

## Okoliczności powstania piosenki
Jak wyjaśniał Eric Stewart w wywiadzie udzielonym dziennikowi „The Guardian” w 2018 roku, powód do napisania piosenki dostarczyła mu żona, Gloria, którą poślubił w 1966 roku, a która po kilku latach zapytała go, dlaczego już nie mówi jej, że ją kocha. Wówczas odpowiedział jej, iż słowa często powtarzane tracą znaczenie. Po czym zaczął myśleć, jak mógłby jej to powiedzieć, ale bez użycia prawdziwych słów. Tak powstał pomysł tytułu – „I’m not in love” („Nie jestem zakochany”) i całej piosenki. Tekst napisał w kilka dni, muzykę skomponował Graham Gouldman. Wzorem muzycznym miała być początkowo The Girl from Ipanema, piosenka w stylu bossa nova, ale ten pomysł odrzucił perkusista zespołu, Kevin Godley. Ostatecznie pomysł melodyczny przyszedł Stewartowi do głowy, gdy przypadkowo usłyszał sekretarkę zespołu, Kathy, pogwizdującą melodię podczas sprzątania okna. Wówczas Godley zasugerował, aby pomysł melodyczny opracować jeszcze raz, ale z chóralnym podkładem. Klawiszowiec zespołu, Lol Creme, zaproponował, aby zamiast wynajmowania chóru ten sam efekt osiągnąć za pomocą pętli magnetofonowych. Skomponowana piosenka, trwająca 6 minut i 12 sekund, zamieszczona na albumie The Original Soundtrack, okazała się jednak zbyt długa, żeby emitować ją w radio. Wówczas Stewart przygotował krótszą wersję, która stała się przebojem. 

## Muzycy
- Eric Stewart – główny wokal, pianino Rhodesa, konsola miksera dźwięku, efekty muzyczne
- Graham Gouldman – gitara elektryczna, gitara basowa, wokal wspierający, konsola miksera dźwięku, efekty muzyczne
- Kevin Godley – Syntezator Mooga, wokal wspierający, konsola miksera dźwięku, efekty muzyczne
- Lol Creme – fortepian, Gizmotron[a], wokal wspierający, konsola miksera dźwięku, efekty muzyczne
- Kathy Redfern – dodatkowe głosy

## Znaczenie
Dzięki „I’m Not in Love” zespół zyskał miano innowatorów muzyki pop lat 70. Dziennikarz muzyczny i prezenter radiowy Paul Gambaccini określił utwór oraz, wydany w tym samym roku pięć miesięcy później, „Bohemian Rhapsody” zespołu Queen jako wielkie, wielościeżkowe hity wszech czasów. „I’m Not in Love” zyskała szereg nagród i wyróżnień, m.in. trzy nagrody Ivor Novello Awards w kategoriach: Best Pop Song, International Hit of the Year i Most Performed British Work.

## Listy przebojów

### Listy tygodniowe
| Kraj              | Lista                  | Pozycja |
| ----------------- | ---------------------- | ------- |
| Australia         | Kent Music Report      | 3       |
| Belgia            | Ultratop (Flandria)    | 5       |
| Holandia          | Dutch Single Top 100   | 5       |
| Irlandia          | Top 100 Singles        | 1       |
| Kanada            | RPM Top Singles        | 1       |
| Kanada            | RPM Adult Contemporary | 4       |
| Niemcy            | GfK Entertainment      | 8       |
| Nowa Zelandia     | Recorded Music NZ      | 4       |
| Norwegia          | VG-lista               | 6       |
| RPA               | Springbok Radio        | 17      |
| Szwajcaria        | Swiss Hitparade        | 8       |
| Stany Zjednoczone | Hot 100                | 2       |
| Wielka Brytania   | UK Singles Chart       | 1       |

## Certyfikaty i sprzedaż
| Kraj                  | Certyfikat  | Sprzedaż |
| --------------------- | ----------- | -------- |
| Wielka Brytania (BPI) | złota płyta | 400 000+ |

## Covery utworu
- 1990 – Will to Power[19],
- 1995 – 10cc (nowa wersja; 29. miejsce UK Charts[20]),
- 1996 – Deni Hines; piosenka była nominowana w 1997 w 11. edycji Australian Recording Industry Association  w kategoriach: ARIA Award for Best Female Artist (Najlepszy Artysta) i ARIA Award for Best Pop Release (Najlepsze Wydanie Pop), zdobywając ostatecznie w obu 2. miejsce[21],
- 2000 – Olive (wersja singlowa[22] i albumowa[23]).
- 2014 – Diana Krall (płyta Wallflower[24])